# H-13 Sioux
H-13 Sioux — американський легкий розвідувальний гелікоптер.

## Історія
В 1947 командування армійської авіації США замовили для озброєння варіант гелікоптера Bell Model 47A. У 1948 він був прийнятий під назвою H-13 Sioux.
С 1947 по 1958 морська авіація та  авіація Берегової Охорони експлуатувала декілька Bell 47 як HTL-1. До 1960 до складу Берегової Охорони також входили три HTL-5 та два HUL-1G (варіант Bell 47G).
The H-13 широко використовувались під час війн у Кореї та В'єтнамі.
Н-13 також виготовлявся по ліцензії у Великій Британії (фірма Westland) та Італії (Agusta).

## Варіанти

### Військові
- YR-13/HTL-1: 28 Bell 47A, які використовувались для випробуваннь в ВПС США. Двигун Franklin O-335-1 (175 к.с.). Також 10 одиниць використовувались флотом як навчальні.
- YR-13A: 3 YR-13 були доработані для експлуатації у холодних регіонах. Випробувались на Алясці. У 1948 стали YH-13A.
- HTL-2: варіант цивільного Model 47D для морськохї авіації. Всього було виготовлено 12 од.
- HTL-3: варіант Model 47E для морської авіації. Двигун Franklin 6V4-200-C32 (200 к.с.). Виготовлено 9 од.
- H-13B: армійська версія. Виготовлено 65 од.
- YH-13C: тестовий варіант H-13B.
- H-13C: варіант H-13B с підвісками. Виготовлено 16 од.
- H-13D: армійський варіант 47D-1. Двигун Franklin O-335-5. Виготовлено 87 од.
- OH-13E: варіант H-13D з  двійним управлінням. Виготовлено 490 од.
- XH-13F/Bell 201: варіант Bell 47G з двигуном Continental XT51-T-3 (Turbomeca Artouste).
- OH-13G: армійський варіант model 47-G. Виготовлено 265 од.
- OH-13H/UH-13H: армійський варіант 47G-2 з двигуном Lycoming VO-435 (250 к.с.). Виготовлено 453 од.
- UH-13J: варіант Bell 47J-1 Ranger для перевозки VIP персон. Перша назва H-13J. Виготовлено 2 од.
- OH-13K: два H-13H були перероблені під установку гвинтів більшого діаметра та двигуна Franklin 6VS-335 (225 к.с.).
- TH-13L: перша назва для морських HTL-4.
- HTL-5: варіант з двигуном Lycoming O-335-5.
- TH-13M: перша назва для морського HTL-6.
- HH-13Q: варінат для Авіації Морської Охорони для пошука та спасіння.
- UH-13R: двигун Allison YT63-A-3.
- OH-13S: варіант на базі 47G-3B для заміни OH-13H. Виготовлено 265 од.
- TH-13T: гелікоптер для штурманської підготовки на базі 47G-3B-1, двигун Lycoming TVO-435-D1B (270 к.с). Виготовлено 411 од.
- Sioux AH.1: багатоцільовий гелікоптер британської армії. Виготовлено 300 од.
- Sioux HT.2: навчальний гелікоптер для ВПС. Виготовлено 15 од.

### Цивільні
- Texas Helicopter M74 Wasp: варіант OH-13E для проведення сільськогосподарських робіт. Двигун Lycoming TVO-435-A1E (200 к.с.).
- Texas Helicopter M74A: варіант OH-13H для проведення сільськогосподарських робіт. Двигун Lycoming TVO-435 (240 к.с.).
- Texas Helicopter M79S Wasp II: варіант OH-13E для проведення сільськогосподарських робіт. Двигун Lycoming TVO-435 (270 к.с.).

## Країни-експлуатанти
- Аргентина
- Австралія
- Австрія
- Бразилія
- Канада
- Чилі
- Колумбія
- Куба
- Еквадор
- Франція
- Німеччина
- Греція
- Ісландія
- Індонезія
- Індія
- Італія
- Ямайка
- Японія
- Малайзія
- Мальта
- Мексика
- Нова Зеландія
- Норвегія
- Парагвай
- Перу
- Філіппіни
- Сенегал
- Іспанія
- Таїланд
- Туреччина
- Велика Британія
- США
- Уругвай
- Венесуела
- Замбія